# Nước Nga Thống nhất
Chính đảng toàn Nga "nước Nga thống nhất" (tiếng Nga: Всеросси́йская полити́ческая па́ртия «Еди́ная Росси́я» / Vserossiyskaya politicheskaya partiya «Yedinaya Rossiya») hay nước Nga Thống nhất là một chính đảng tại Liên bang Nga. Đây được xem là chính đảng lớn nhất và có ảnh hưởng nhất trong nền chính trị nước Nga và có thể được xem là đảng cầm quyền tại Nga liên tiếp kể từ khi nó được thành lập, hiện tại hậu thuẫn cho chính quyền của Vladimir Putin.

## Lịch sử

### Thành lập
Nước Nga Thống nhất được thành lập năm 2001 trên cơ sở các đoàn thể Duma Quốc gia có xu hướng ủng hộ tổng thống Boris Yeltsin, mà chủ yếu là cựu đảng viên cộng sản Liên Xô, Nga, Ukraina và Kazakhstan.
Đây là đảng chính hậu thuẫn tổng thống Vladimir Putin và được xem như phương tiện chính trị của ông ở Duma quốc gia Nga (Hạ viện Nga). Đảng với sự sáp nhập của Đảng Tổ quốc - Toàn Nga của Yury Mikhailovich Luzhkov, Yevgeny Primakov và Mintimer Shaeymiev, và Đảng Thống nhất của Nga (thành lập tháng 9 năm 1999), đứng đầu là Sergei Shoigu và Alexander Karelin. Cho đến thời điểm 2020 vẫn là chính đảng cầm quyền liên tục và duy nhất tại Nga.

### Phát triển
Nước Nga Thống nhất là một đảng khá mới trong Nghị viện Nga nhưng đã chiếm được nhiều cảm tình trong những cuộc bỏ phiếu liên bang và địa phương gần đây nhờ vào sự yêu thích của người dân đối với ông Putin.
Trong những cuộc bầu cử nghị viện năm 2003 nó giành được 37% số phiếu. Vào tháng 1 năm 2005, Đảng này giữ được 305 ghế trong 450 ghế, tạo thành đa số theo Hiến pháp. Những đảng viên của Đảng giành được 88/178 ghế đại biểu tại Hội đồng Liên bang Nga (Thượng viện Nga). Trong bầu cử tổng thống năm 2004 Nước Nga Thống nhất ủng hộ Vladimir Putin và đã đóng góp vào chiến thắng của ông.
Một số Bộ trưởng trong Chính phủ của Putin cũng như nhiều Thị trưởng Khu vực và những công chức chính phủ cấp cao khắp nước Nga là đảng viên của đảng. Người đứng đầu đảng Nước Nga Thống nhất hiện nay là Phát ngôn viên Duma và là cựu Bộ trưởng Bộ nội vụ Boris Gryzlov, được bầu vào ghế chủ tịch đảng vào tháng 11 năm 2002. Ngày 15 tháng 4 năm 2008, Vladimir Putin nhận trách nhiệm trở thành chủ tịch đảng.
Alexander Sidyakin trở thành người đứng đầu Ban Chấp Hành Trung ương tại đại hội vào ngày 4 tháng 12 năm 2021.

## Ảnh hưởng
Trên trang web chính thức của đảng cho rằng họ có 1.530.000 đảng viên (20 tháng 7 năm 2007). Theo bảng tự khai của Nước Nga Thống nhất vào ngày 20 tháng 9 năm 2005, đảng có 2.600 văn phòng ở địa phương vầ 29.856 cơ sở ở toàn nước Nga.
Nước Nga Thống nhất có thể xem là những người theo chủ nghĩa quốc gia trên một số vấn đề (quốc tế), kết hợp với xu hướng tự hào về những thành tựu của Liên bang Xô Viết (đặc biệt là chế độ tập trung và chủ nghĩa toàn trị của nó), nhưng không hẳn nhận mình là người cộng sản. Hệ tư tưởng chủ yếu của đảng hoàn toàn đi cùng với học thuyết chính trị của cá nhân của Vladimir Putin và theo ý nghĩa này, đã trải qua nhiều thay đổi.